# Prinia molleri
Prinia molleri е вид птица от семейство Cisticolidae.

## Разпространение
Видът е разпространен в Сао Томе и Принсипи.